# Ťiang Pin
Ťiang Pin (čínsky pchin-jinem Jiāng Bīn, znaky 江彬, † 1521) byl čínský důstojník, oblíbenec Čeng-tea, císaře říše Ming. Od roku 1512 patřil k nejvlivnějším mužům mingské Číny. Roku 1521 po Čeng-teově smrti neuspěl ve snaze získat moc; nová vláda, v jejímž čele stál velký sekretář Jang Tching-che, ho popravila.

## Život
Ťiang Pin byl jezdecký důstojník z vojenské domácnosti připsané k posádce v Süan-fu. Schopný lučištník, roku 1511 vynikl v bojích s rebely v Nan č’-li, kde v jedné bitvě pokračoval v boji i po zasažení třemi šípy, jedním z nich do ucha. Roku 1512 skrze úplatek Čchiou Ningovi získal audienci u mingského císaře Čeng-tea. Čeng-te si oblíbil tohoto dvacetiletého silného, impozantního muže, schopného vojáka se zásobou vzrušujících příběhů z bojů. Čchien Ning však z původní podpory Ťiang Pina otočil, když pochopil, že ztrácí vliv.
Ťiang Pin navrhl císaři zavést rotaci jednotek: protože posádka metropole neměla bojové zkušenosti, byla neschopná bojovat s rebely, navrhl proto povolat do Pekingu zkušené oddíly z pohraničí a vojáky z metropole poslat na hranice k získání zkušeností. Přes odpor velkého sekretáře Li Tung-janga císař reformu zavedl  a vojáky podřídil Ťiang Pinovi.
Začátkem roku 1516 se Čeng-te, otrávený proudem úřednické kritiky, začal přiklánět k myšlence odjezdu do Süan-fu. Ťiang Pin se tak snažil Čeng-tea vzdálit od Čchien Ninga; přesvědčoval císaře, že v Süan-fu jsou lepší hudebníci i ženy a že v pohraničí zažije skutečné šarvátky s Mongoly namísto simulovaných bitev v Pekingu. Do pohraničí císař odcestoval na podzim 1517 a zůstal v něm dva roky. Ťiang Pin byl jeho prvním pobočníkem, za účast v úspěšné bitvě s Mongoly v říjnu 1517 byl jmenován hrabětem. A sice hrabětem z Pching-lu (平虜伯, Pching-lu po).
V letech 1519–1521 doprovázel císaře na cestě na jih, do Nankingu. Několik měsíců po návratu do Pekingu císař zemřel, aniž by určil svého nástupce. Ťiang Pin se hodlal zmocnit císařského města a instalovat na trůn vzdáleného císařova příbuzného Ču Ťün-čanga, knížete z Taj sídlícího v Ta-tchungu. Jako první krok 15. dubna padělal dekret podřizující mu pohraniční vojska umístěná v Pekingu. S převzetím vlády neuspěl, protože u Čeng-teho, když 20. dubna zemřel, nebyl přítomen on, ale dva eunuchové, kteří zaznamenali císařova údajná poslední slova, podle nichž měla říši řídit jeho matka císařovna vdova Čang a velcí sekretáři. Velký sekretář Jang Tching-che na trůn navrhoval císařova nejbližšího bratrance Ču Chou-cchunga, třináctiletého syna nedávno (roku 1519) zemřelého Ču Jou-jüana, knížete ze Sing. Získal k tomu podporu paní Čang a vlády.
Ťiang Pin však stále disponoval vojskem. Do Zakázaného města se vrátil 22. dubna, kdy ho Jang Tching-che seznámil s dekretem o návratu pohraničních oddílů z Pekingu na hranice, čímž ho zbavil hlavní opory. Ťiangovi spojenci ho přesvědčovali k akci, on však váhal, dokud nebyl 24. dubna zatčen. Souhlas s jeho zatčením získal Jang Tching-che od eunuchů-vedoucích Ředitelství obřadů (Wej Pina a Čang Žueje) výměnou za beztrestnost ostatních eunuchů – s Ťiang Pinem byli zatčeni pouze jeho spojenci mezi důstojníky. Jmění Ťiang Pina, 70 truhel zlata, 2200 truhlic stříbra a další cennosti, bylo zkonfiskováno a on sám popraven.